# Tore Pedersen
Tore André Pedersen (Fredrikstad, 29 settembre 1969) è un ex calciatore norvegese, di ruolo difensore.

## Carriera

### Club
Pedersen iniziò la carriera con la maglia del Selbak Turn. In seguito, vestì le casacche di molte altre squadre, quali Lillestrøm, Fredrikstad, Göteborg, Brann, Blackburn Rovers e Wimbledon. Chiuse la carriera con il Selbak Turn, nel 2005.

### Nazionale
Pedersen giocò 45 incontri per la Norvegia. Debuttò il 12 settembre 1990, nella partita persa per due a zero contro l'Unione Sovietica.